# Alfa Pendular
Alfa Pendular é um serviço da operadora Comboios de Portugal efetuado pelas automotoras eléctricas da série 4000, com capacidade de pendulação, que possibilita uma velocidade máxima de 220 km/h. Liga as cidades de Braga, Porto, Guimarães, Vila Nova de Gaia, Espinho, Aveiro, Coimbra, Santarém, Lisboa, Grândola, Albufeira, Loulé, e Faro.[carece de fontes?] A sua primeira viagem comercial foi em 1999, ligando originalmente as cidades de Lisboa e Porto, tendo os seus serviços sido ampliados até Braga e Faro em 2004.

## Caracterização
O trajeto entre a estação de Lisboa - Santa Apolónia e Porto-Campanhã tem uma duração de 2 horas e 48 minutos e efetua-se quatro vezes ao dia.[carece de fontes?] A viagem entre a estação de Lisboa - Santa Apolónia e Braga tem uma duração de 3 horas e 27 minutos e efetua-se quatro vezes ao dia.[carece de fontes?] A viagem entre Porto-Campanhã e Faro tem uma duração de 5 horas e 43 minutos e efetua-se duas vezes ao dia.[carece de fontes?] O eixo entre Porto-Campanhã e Lisboa-Oriente é o que tem mais serviços Alfa Pendular, porque todos os três percursos aí passam; com as três linhas existem 10 ligações diárias entre Lisboa e o Porto.[carece de fontes?]
Estações como Espinho, Pombal, Entroncamento, Santarém, Grândola, Ermidas-Sado, Funcheira e Santa Clara - Sabóia não dispõem de um serviço regular Alfa Pendular ao longo do dia, este parando aí apenas uma vez por dia. Guimarães tinha em 2016 duas ligações diárias de Alfa Pendular a Lisboa - Santa Apolónia, que foram acrescentados a Braga, passando de 2 a 4 ligações diárias à capital. Contudo a 18 de março de 2020, o Alfa Pendular deixou de servir Guimarães, com a CP a alegar falta de passageiros. Estas alterações foram feitas seis dias depois do Presidente, Marcelo Rebelo de Sousa, decretar o Estado de Emergência. Todavia após a pandemia este serviço não foi reativado.

### Classes
Este serviço dispõe de duas classes: Classe Turística (equivalente à Segunda Classe dos serviços Intercidades) - Carruagens 6 a 3 - e Classe Conforto (equivalente à Primeira Classe dos serviços Intercidades) - Carruagens 1 e 2.[carece de fontes?] O bar está localizado na carruagem 3.[carece de fontes?] As numeração das carruagens (1-6) segue de norte para sul.[carece de fontes?]

## História

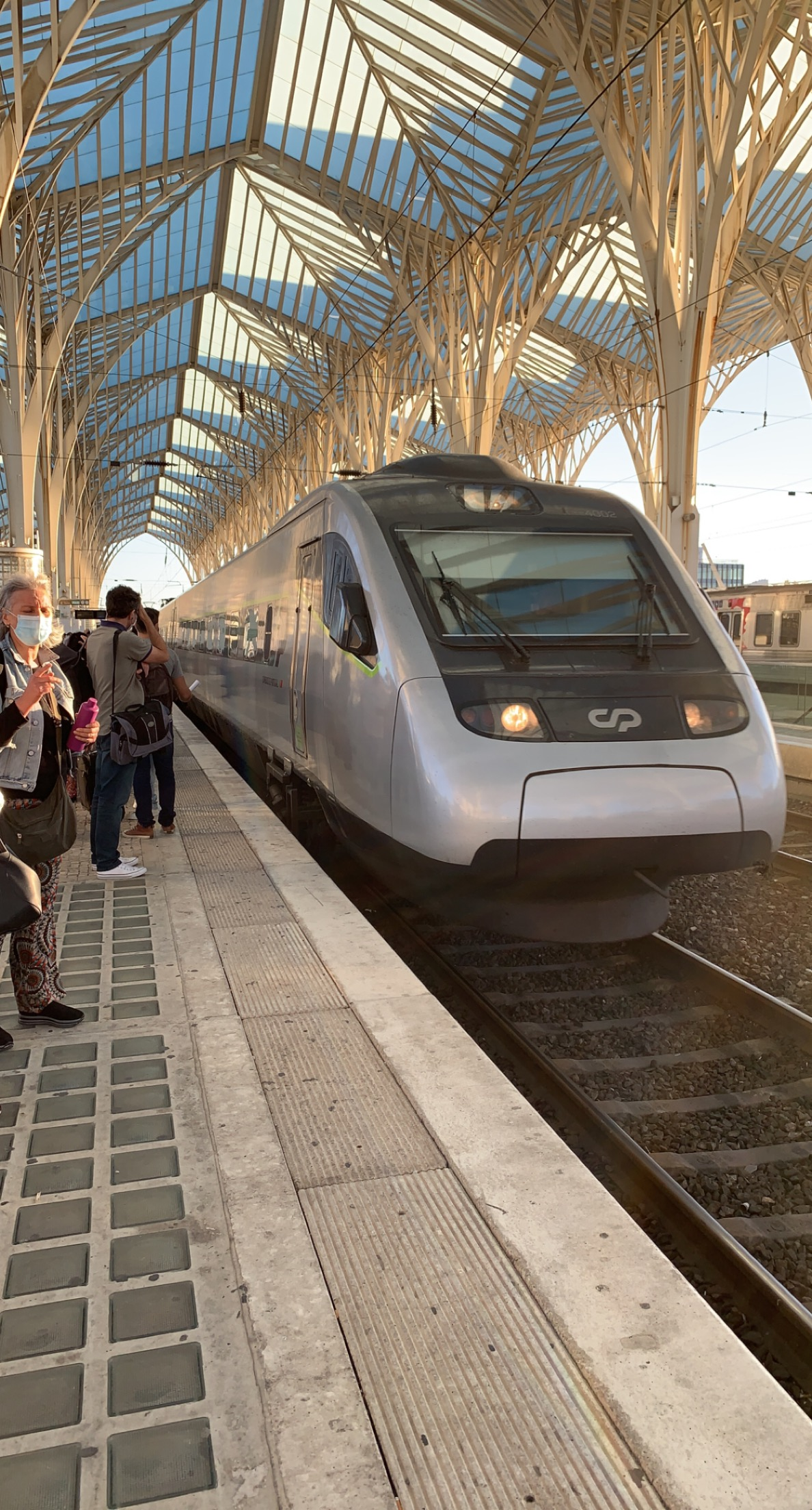
Alfa Pendular na Gare do Oriente.

O serviço Alfa Pendular foi introduzido em 1999, ligando Lisboa ao Porto, substituindo o serviço Alfa (prestado por composições do tipo locomotiva + carruagens), que fazia o mesmo percurso. A introdução do Alfa Pendular é considerada como um dos marcos mais importantes no desenvolvimento do transporte ferroviário em Portugal.
Embora inicialmente o serviço das automotoras pendulares se tenha circunscrito apenas ao percurso entre Lisboa e o Porto, já em 1996 se planeava a sua expansão a toda a rede base do sistema ferroviário português, que incluía as linhas onde circulavam os comboios Intercidades, formando um eixo entre Braga, Porto, Lisboa e Setúbal, com ligações ao Alto Minho, Douro Litoral, Beiras, Alentejo Litoral e ao Algarve. Assim, a empresa Rede Ferroviária Nacional foi concluindo as suas empreitadas de modernização das Linhas do Minho e do Sul e do Ramal de Braga, permitindo em 2004 o prolongamento dos serviços Alfa Pendular até Braga e Faro, no âmbito do programa do Eixo Atlântico.
Em 20 de Maio de 2016, o serviço Alfa Pendular bateu um novo recorde diário, tendo transportado 8080 passageiros nos 24 comboios que fez nesse dia — o segundo máximo de pessoas transportadas num dia em 2016, tendo alcançado os 7557 passageiros em 6 de maio. Anteriormente, tinha alcançado um recorde de 7539 passageiros em 25 de Setembro de 2015, de 7236 passageiros em 30 de Maio de 2014, e de 6838 passageiros em 28 de Junho de 2013. Em 2017, os comboios Alfa Pendular já tinham transportado mais 26 milhões de clientes, tendo percorrido uma distância superior a 45 milhões de quilómetros.
Em 2020 os serviços Alfa Pendular tinham um índice de pontualidade diária de 76,7%, superando os números de 2019 com 65,2% e 2018 com 56,2%.[carece de fontes?]

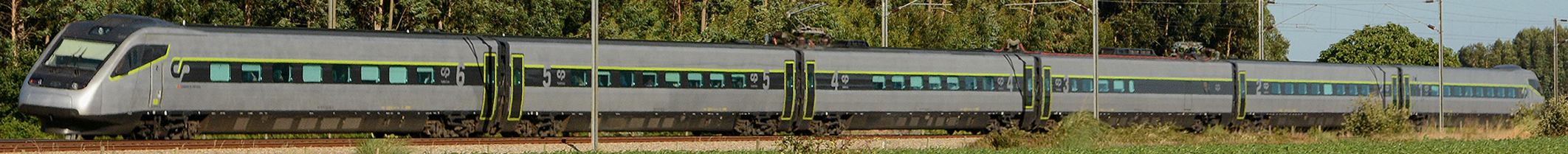
Aspeto lateral, evidenciando as carruagens.

## Serviços comerciais
A CP opera os seguintes serviços com a caracterização Alfa Pendular (as letras pequenas indicam as estações onde nem todos os comboios que por lá passam fazem paragem):
| Origem                | Paragens | Destino        | Frequência                     | Tempo    |
| --------------------- | --- | -------------- | ------------------------------ | -------- |
| Lisboa-Santa Apolónia | Lisboa-Oriente · Santarém · Entroncamento · Pombal · Coimbra-B · Aveiro · Espinho · Gaia                                                                                | Porto-Campanhã | 5 comboios diários por sentido | 3h:09min |
| Lisboa-Santa Apolónia | Lisboa-Oriente · Coimbra-B · Aveiro · Gaia · Porto-Campanhã · Famalicão · Nine                                                                                          | Braga          | 4 comboios diários por sentido | 3h:37min |
| Faro                  | Loulé · Albufeira-Ferreiras · Tunes · Santa Clara-Sabóia · Funcheira · Ermidas-Sado · Grândola · Pinhal Novo · Entrecampos · Lisboa-Oriente · Coimbra-B · Aveiro · Gaia | Porto-Campanhã | 2 comboios diários por sentido | 5h:58min |

#### Serviços Cancelados (2020)
| Origem                | Paragens | Destino   | Frequência                   | Tempo    |
| --------------------- | --- | --------- | ---------------------------- | -------- |
| Lisboa-Santa Apolónia | Lisboa-Oriente · Santarém · Entroncamento · Pombal · Coimbra-B · Aveiro · Espinho · Gaia · Porto-Campanhã · Trofa · Santo Tirso · Vizela | Guimarães | 1 comboio diário por sentido | 3h:40min |

## Material circulante

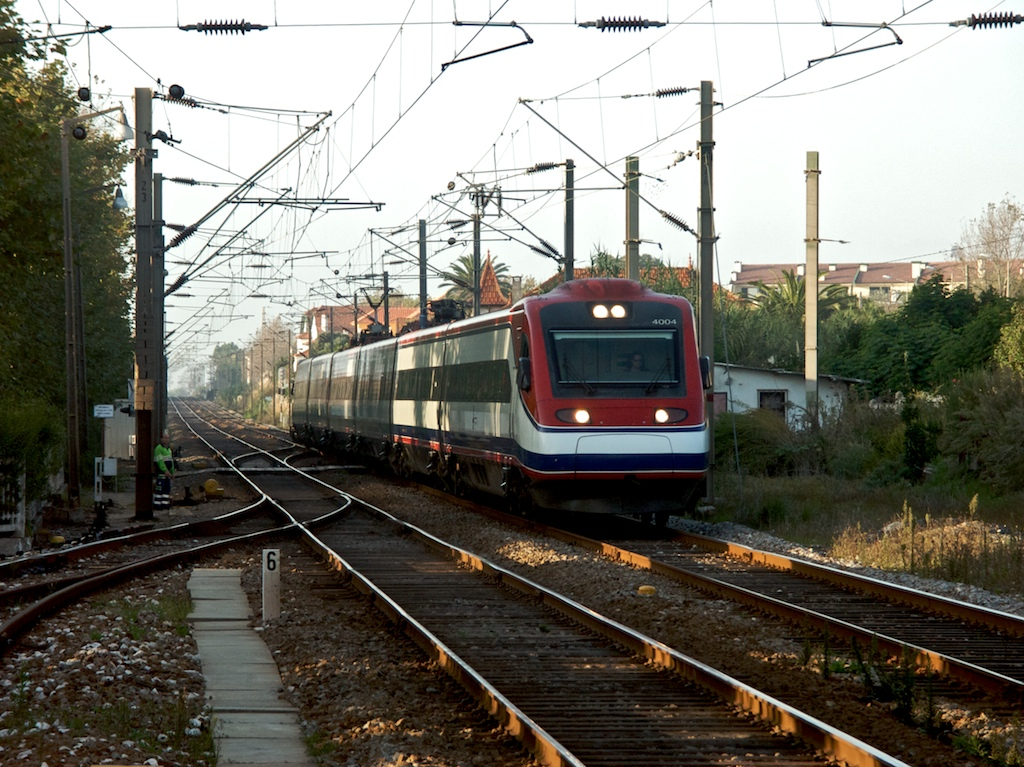
Alfa Pendular, ainda com a libré anterior a 2017, passando pela Granja, oriundo de Porto-Campanhã.

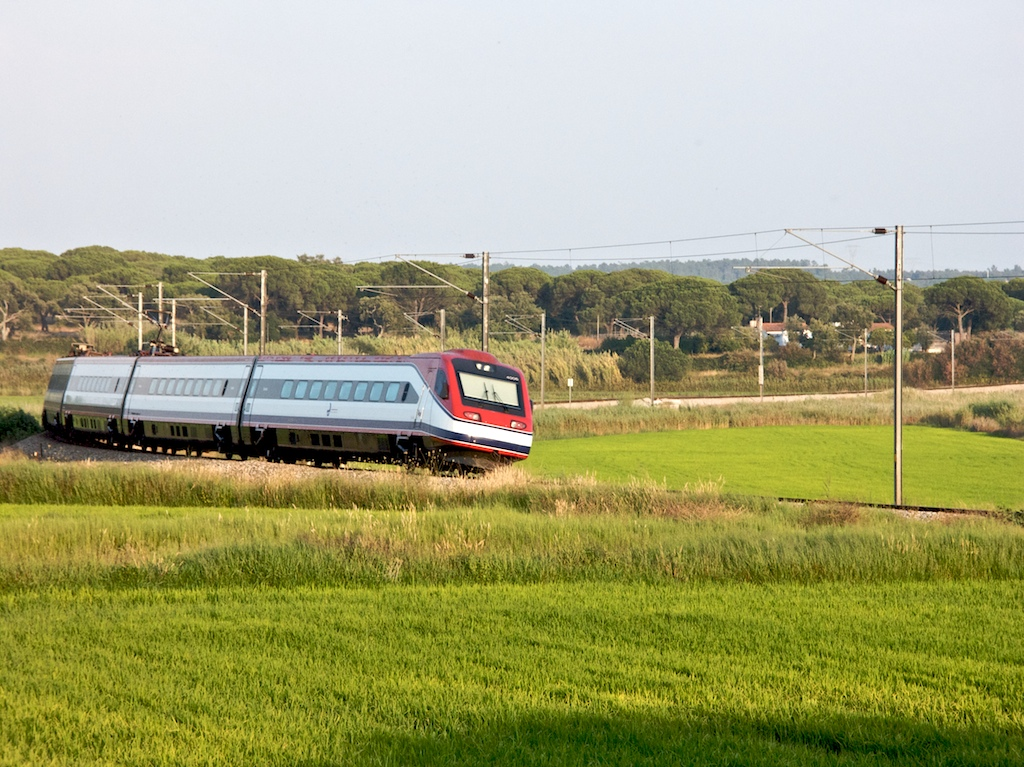
Alfa Pendular apresentando a característica pendulação activa, passando junto a Alcácer do Sal.

O serviço Alfa Pendular é realizado pelas 10 automotoras elétricas de seis carruagens da série 4000 da C.P., também conhecidas como C.P.A.s (Comboio de Pendulação Activa) ou, simplesmente, pendulares. Fabricadas pela Fiat Ferroviaria (adquirida pela Alstom em 2000) as carruagens foram então montadas nas instalações da antiga SOREFAME, na Amadora.
As automotoras usadas são baseadas no modelo italiano da classe ETR 460 da família Pendolino mas com as especificações da classe ETR 480, como o novo equipamento elétrico em bivolt, permitindo que possa operar tanto com uma tensão de catenária de 3 kV CC quanto com a de 25 kV 50 Hz CA. Estes comboios têm capacidade para transportar 301 pessoas, em duas classes: 96 em classe conforto e 204 classe turística.[carece de fontes?]
As suas principais características técnicas são a potência de 4,0 MW, a velocidade máxima permitida de 220 km/h e o sistema de pendulação activa que lhe permite fazer curvas a velocidades mais elevadas que os comboios convencionais.

Em 2017 iniciou-se o restauro de meia vida às automotoras do Alfa Pendular nas oficinas da EMEF. Do ponto de vista do passageiro, o comboio tem um novo bar e novos W.C., novos interiores em todas as classes, e uma nova pintura exterior; a rede wi-fi está mais rápida, e agora todos os bancos têm tomadas elétricas individuais.